# Mesobaena huebneri
Mesobaena huebneri là một loài bò sát trong họ Amphisbaenidae. Loài này được Mertens mô tả khoa học đầu tiên năm 1925.